# Juan de Viana Mentesano
Juan de Viana Mentesano (1649) fue un médico español.

## Biografía
Natural de Jaén, como él mismo afirmó en su obra, estudió y se doctoró en medicina en la Universidad de Granada. Fue médico del cabildo de la catedral de Jaén y de Málaga, habiendo estado presente durante las epidemias de peste que sufrió esta última ciudad en 1637, en la que falleció su mujer, y en 1649, de la que él mismo fue víctima.
En su obra Tratado de la peste, sus causas y curación, y el modo que se ha tenido de curar las secas y carbuncos pestilentes, que han oprimido a esta ciudad de Málaga este año de 1637 (Málaga, Juan Serrano de Vargas, 1637) hace un relato de la epidemia, que achaca a la ingesta de trigo en mal estado que había traído un barco. También fue autor de Antidotum fasciculi aromatum in subsidium puerperum, ubi agitur de odore, de uteri suffocatione, et obiter multæ quæstiones exagitantur, quæ in Indice continentur (Málaga, Juan Serrano de Vargas, 1636) y Relación de la enfermedad que tuvo mi Sra. la Marquesa de Quintana; satisfaciendo lo que ha escrito el Dr. Castillo y Ochoa, médico de Granada (Málaga, Juan Serrano de Vargas, 1634).